# Rüscheid
 Rüscheid là một đô thị ở huyện Neuwied, bang Rheinland-Pfalz, nước Đức. Đô thị Rüscheid có diện tích 4,9 km².